# مسدور
المسدور بلدية المسدور دائرة برج أوخريص تقع في الجنوب الشرقي لولاية البويرة يحدها شمالا بلدية اولاد راشد ومن الغرب كل من دائرة برج اخريص وواد البردي ومن الجنوب بلدية تاڨديت ومن الشرق ولاية برج بوعريريج (بن داوود) تعدادها السكاني حوالي 33047 احصائيات 2014 

## التسمية
بلدية المزدور الاسم الحقيقي هو المسدور ويطلق عليه المزدور نظرا لسهولة النطق حيث الف هذا الاسم السكان وهناك روايتين لاصل تسمية المسدور الرواية الأولى تقول لانه في فترة معينة كان متواجد بها الكثير من نبات السدرة والرواية الثانية وهي الاقرب للصحة يقال انها سميت من اسم مشتق من الامازيغية وهو مســضرار ويعني ذلك ابن الاصل 

## الرياضة
بلدية المسدور تعرف بتاريخها الرياضي المتمثل في كرة القدم والكراتي دو الفنون القتالية اليابانية
حيث شارك الفريق الرياضي للكراتي دو في عدة محافل دولية ووطنية نذكر منها
البطولة العالمية بتركيا + البطولة العالمية بالمغرب + البطولة العالمية بتونس + جميع البطولات الوطنية 

## المعالم الاثرية
معلم السليان المتواجد بقرية اولاد اعنان متواجد قبل فترة الاستعمار ويقال ان له تصنيف عالمي لمنظمة اليونيسكو 

## الرمز البريدي
10040

## مواضيع ذات صلة
- بلديات ولاية البويرة
- دوائر ولاية البويرة